# Fejervarya kirtisinghei
Fejervarya kirtisinghei és una espècie de granota que viu a Sri Lanka. A la Llista Vermella de la UICN és classificat com a «risc mínim» (least concern) per la seva distribució ample, la seva capacitat d'adaptació a hàbitats diferents i per la llarga població.